# Kick II
Kick II — п'ятий студійний альбом венесуельської продюсерки та співачки Арки. Реліз альбому був запланований на 3 грудня 2021 року, але вийшов раніше, 30 листопада 2021 року, на лейблі XL Recordings як продовження її альбому 2020 року Kick I, і є другою роботою у складі квінтету Kick. Kick II був підтриманий трьома синглами: «Born Yesterday» з вокалом австралійської музикантки Sia, а також «Prada» і «Rakata», випущені як подвійний сингл. Фотографом обкладинки виступив Фредерік Гейман. Альбом отримав позитивні відгуки та був номінований на премію Libera за найкращий латиноамериканський альбом та латиноамериканську премію «Ґреммі» за найкращий альбом альтернативної музики.

## Передумови
Після виходу Kick I з'явилася новина, що Арка випустить ще два альбоми Kick, щоб створити трилогію. Артиска звернулася до Pitchfork, щоб розповісти про це: «Буде чотири томи. Третій буде трохи більш інтровертним, ніж Kick I, я думаю, трохи більше схожим на мій однойменний альбом. Четвертий — лише фортепіано, без вокалу. Наразі, як не дивно, найменш визначеним є третій. Це все зараз у стадії дозрівання […] Кожен Kick існує у своєрідному квантовому стані до того дня, коли я відправляю його на мастеринг. Я намагаюся не брати на себе зобов'язань, поки це не станеться. Але у мене є бачення щодо цього. Другий важкий на бекбіти, вокальні маніпуляції, манію і божевілля.»
Наступного року Арка випустила мініальбом Madre і з'явилась у ремікс-альбомі Леді Гаги Dawn of Chromatica, де зробила ремікс на спільну пісню Аріани Ґранде і Гаги — «Rain on Me». Розповідаючи про пісню в соціальних мережах, Арка заявила: «Це також останній раз, коли я грайливо деконструюю свої пісні „Time“ і „Mequetrefe“, оскільки ми прощаємося з епохою Kick I і переходимо в епоху Kick II і далі».
27 вересня було випущено сингл «Incendio», який отримав схвальні відгуки критиків. Тижнем пізніше вона оприлюднила дату виходу, трек-лист і обкладинку свого майбутнього альбому Kick II, а також головний сингл «Born Yesterday» за участю Sia.
Анонсуючи Kick IIII, Арка підтвердила, що звукова палітра Kick II буде "деконструкцією та переосмисленням реґґетону.

## Стиль
Kick II — це насамперед електронний, експериментальний, авангардний, реґґетон та поп альбом. Відкриваюча пісня альбому «Doña» містить «моторошні зациклені вокальні мантри і хлюпаючі семпли» і є «навмисно розхитаною і дезорієнтуючою, тому, коли знайомий ритм дембоу замикається на наступному треку, гіпнотичний потяг відчувається миттєво». «Prada» і «Luna Llena» відрізняються «мрійливою атмосферою, що пливе за драйвовими ритмами», і викликали порівняння з однойменним альбомом Arca 2017 року. Останній трек перетворює «розмиті, нечіткі синтезатори, стиснуті реґґетон-поштовхи і повільно розливається контральто Герсі на тугу, дистильовану в звук, що заголовний образ повного місяця відчувається так само романтично». «Araña» — це деконструйований клубний трек, який «хитається і розбивається, як іграшковий робот, що вийшов з ладу» і «запрошує слухачів налаштуватися на щось, що нагадує саундтрек до відеогри, яка пішла не за планом». «Muñecas» — це «моторошний колаж, в якому використані роботи музиканта Міки Леві». «Born Yesterday» — це поп-павер балада, чиї «моторошні потойбічні роздуми підкорюються гіпнотичним танцювальним ритмом на межі розчинення».

## Відгуки
На сайті рецензій Metacritic Kick II отримав 76 балів зі 100 на основі відгуків 14 критиків, що свідчить про «загалом схвальні відгуки». Сафія Хопфе, пишучи для Exclaim!, похвалила гуки альбому, сказавши, що «навіть у своїх найдоступніших роботах Арка відмовляється малювати з передбачуваної палітри. Але попри всі її експерименти та хаотичні дотичні, в Kick II видно, що вона гостро усвідомлює баланс, необхідний для побудови бопу.» Девід Сміт з Evening Standard вважав Kick II «найповнішим досвідом як окремого альбому» з усього квінтету. Льюїс Вейд з The Skinny назвав реліз «однією з найменш цікавих музичних композицій з усієї колекції» і сказав, що якби альбом був «більш авангардним та ефемерним, він, можливо, спрацював би краще, але він не б'є з тією інтенсивністю, з якою повинен».

## Трек-лист
| #     | Назва                            | Тривалість |
| ----- | -------------------------------- | ---------- |
| 1.    | «Doña»                           | 1:46       |
| 2.    | «Prada»                          | 2:43       |
| 3.    | «Rakata»                         | 2:31       |
| 4.    | «Tiro»                           | 2:18       |
| 5.    | «Luna Llena»                     | 3:19       |
| 6.    | «Lethargy»                       | 2:07       |
| 7.    | «Araña»                          | 4:17       |
| 8.    | Untitled                         | 1:42       |
| 9.    | «Muñecas»                        | 3:33       |
| 10.   | «Confianza»                      | 1:47       |
| 11.   | «Born Yesterday» (featuring Sia) | 3:18       |
| 12.   | «Andro»                          | 4:35       |
| 33:56 |                                  |            |